# Joyce Giraud

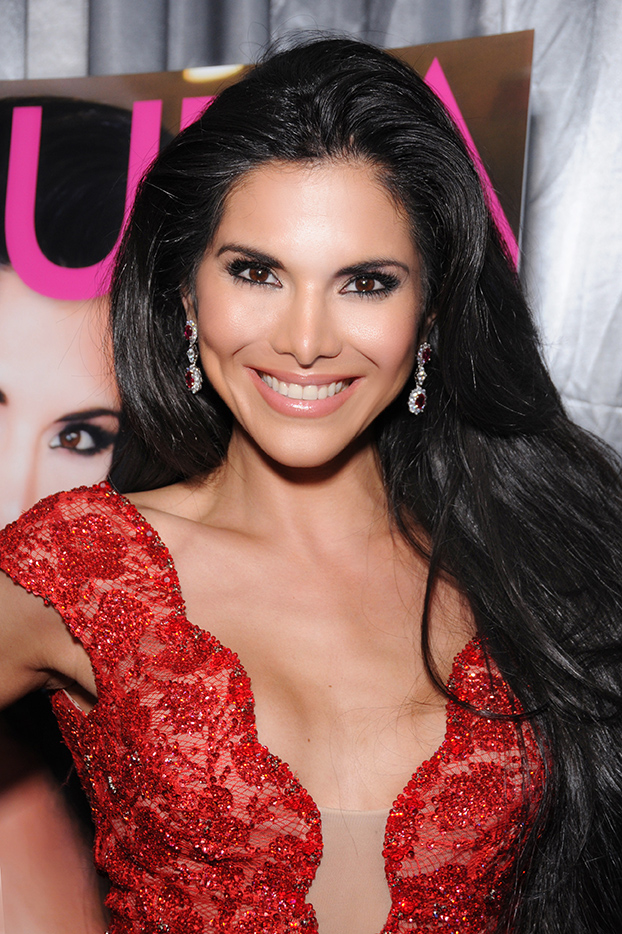
Joyce Giraud (2014)

Joyce Marie Giraud de Ohoven (* 4. April 1975 als Joyce Marie Giraud Mojica in Aguas Buenas), besser bekannt als Joyce Giraud, ist eine puerto-ricanische Schauspielerin und Model.

## Leben und Karriere
Joyce Giraud wurde 1975 im puerto-ricanischen Aguas Buenas geboren. Giraud wurde von einem Modelscout im Alter von 15 Jahren in einem Kentucky Fried Chicken Restaurant entdeckt. Sie besuchte die Interamerican University of Puerto Rico und verließ diese mit zwei Bachelor of Arts im Alter von 19 Jahren. 1998 wurde sie zur Miss Puerto Rico gekürt und nahm bei der Wahl zur Miss Universe 1998 teil, wo sie Dritte wurde. Joyce Giraud war 2004 auf der Titelseite der Zeitschrift Variety und ebenfalls auf der des latein-amerikanischen Magazins Open Your Eyes. Sie war außerdem in einem US-amerikanischen Coca-Cola-Werbespot zu sehen.
Im Jahr 2000 spielte sie in der Fernsehserie Baywatch – Die Rettungsschwimmer von Malibu die Rolle der Rachel für eine Folge. Im gleichen Jahr stand sie für die Filmkomödie Ey Mann, wo is’ mein Auto? vor der Kamera, fand im Abspann aber keine Erwähnung. Sie spielte für zwei Folgen ein Model in Reich und Schön. In der Komödie Silly Movie 2.0 spielte Giraud die weibliche Hauptrolle Julie neben Eric Roberts und Michael Jackson. Im Jahr 2005 folgten Gastauftritte in Hotel Zack & Cody und Joey. Von 2007 bis 2011 sah man sie in 20 Folgen als Angel in der Serie House of Payne. Als spanische TV-Reporterin erhielt sie eine Rolle in Verblendung, mit Daniel Craig und Rooney Mara in den Hauptrollen.

### Privates
Joyce Giraud ist mit dem deutschen Filmproduzenten Michael Ohoven verheiratet. Rechtlich nahm sie seinen Nachnamen als Giraud de Ohoven an, tritt in der Öffentlichkeit jedoch weiterhin als Giraud auf. Die beiden sind Eltern von zwei Söhnen.

## Filmografie (Auswahl)
- 2000: Baywatch – Die Rettungsschwimmer von Malibu (Baywatch Hawaii, Fernsehserie, Folge 11x07)
- 2000: Ey Mann, wo is’ mein Auto? (Dude, Where’s My Car?)
- 2001: Reich und Schön (The Bold And The Beautiful, Fernsehserie, zwei Folgen)
- 2004: Silly Movie 2.0 (Miss Cast Away)
- 2005: Hotel Zack & Cody (The Suite Life of Zack & Cody, Fernsehserie, Folge 1x05)
- 2005: Joey (Fernsehserie, Folge 2x06)
- 2006: Slayer – Die Vampirkiller (Slayer)
- 2006: Heist (Fernsehserie, zwei Folgen)
- 2007–2011, 2020: House of Payne (Fernsehserie, 37 Folgen)
- 2011: Verblendung (The Girl with the Dragon Tattoo)
- 2013: Siberia (Fernsehserie, 11 Folgen)
- 2013: Vanderpump Rules (Fernsehserie, 3 Folgen)
- 2013–2016: The Real Housewives of Beverly Hills (Fernsehserie, 29 Folgen)
- 2015: Rica la Noche (Fernsehserie, 8 Folgen)
- 2017: Jeepers Creepers 3